# Диневич, Леонид Абрамович
Леонид Абрамович Диневич (род. 11 июня 1941, Онор, Кировский район, Сахалинская область) — молдавский советский и израильский радиофизик, климатолог, орнитолог. Доктор физико-математических наук (1992).

## Биография
Родился в семье военнослужащего (впоследствии полковника) Абрама Самойловича Диневича (1914—1997), уроженца еврейской земледельческой колонии Нагартав Херсонской губернии, и Эстер (Эсфири) Моисеевны Альт (1914—2006), уроженки Одессы. Отец, после окончания Одесского военного училища, был направлен на Сахалин, участник Великой Отечественной и советско—японской войн. Семья в военные годы находилась в Красноярском крае, после окончания военных действий жила при воинских частях на Сахалине, Курилах, в Одессе, Любомле, Владимире-Волынском и Тирасполе.
Окончил Одесский гидрометеорологический институт (1965). Диссертацию кандидата физико-математических наук по теме «Методика определения градоопасности облаков с использованием поляризационных характеристик радиолокационного сигнала защитил в 1977 году в Москве.
В 1965—1992 годах возглавлял Военизированную службу по активным воздействиям на гидрометеорологические процессы Госкомгидрометстанции в Молдавии (Молдгидромета на станции Корнешты). Служба занималась защитой сельскохозяйственных культур от градобитий, увеличением осадков из облаков всех типов, рассеянием переохлаждённых туманов, борьбой с заморозками, исследованием грозового электричества и путей воздействия на грозовые процессы, подавлением конвекции, использованием ракетной технологии воздействия на облачные процессы.. Занимался экспериментальными исследованиями по оценке влияния противоградового засева облаков на изменение характеристик выпадающих из них осадков. Организовал подготовку специалистов по физике атмосферы на кафедре экспериментальной физики Кишинёвского университета. Был депутатом районного, а в 1989—1991 годах — Кишинёвского городского Совета. Лауреат премии Совета Министров СССР (1985).
В 1991—1994 годах — научный сотрудник Еврейского университета в Иерусалиме, с 1994 года — отделения зоологии Тель-Авивского университета, профессор. Председатель форума учёных и специалистов Израиля.
Занимался разработкой алгоритмов и методики распознавания радиоэхо птиц для обеспечения безопасности полётов боевой авиации, радиолокационным контролем за сезонной миграцией птиц, составлением орнитологических графиков на основе радарных данных. Разработал радиолокаторную станцию МРЛ—5 для этих исследований.

## Семья
- Жена (с 1964) — кандидат географических наук (1990), климатолог и метеоролог Софья Ефимовна Диневич (урождённая Герценштейн, род. 1944), выпускница Одесского гидрометеорологического института, научная сотрудница Военизированной службы по активным воздействиям на гидрометеорологические процессы Молдгидромета, соавтор мужа в ряде поздних публикаций.
- Брат — климатолог Владимир Абрамович Диневич (род. 1944), выпускник Одесского гидрометеорологического института, научный сотрудник Военизированной службы по активным воздействиям на гидрометеорологические процессы Молдгидромета, автор научных трудов[23].

## Публикации
- Protection against hailstorms in Moldavia. Wright-Patterson AFB, Ohio: Foreign Technology Division, 1974.
- Методологическое пособие по проведению операций по подавлению града ракетными комплексами (с В. Шилиным). Кишинёв: Молдавский научно-исследовательский институт научной информации, 1983.
- Проблемные вопросы активного воздействия на атмосферные процессы в Молдавии. Сборник научных трудов под редакцией Л. А. Диневича. Кишинёв: Штиинца, 1986.
- Активное воздействие на атмосферные процессы в Молдавии. Сборник научных трудов под редакцией Л. А. Диневича. Агропромсоюз МССР. Кишинёв: Штиинца, 1989.
- Временное методическое пособие по определению повреждений и ущерба, наносимого градом сельхозкультурам на территории ССР Молдова. Кишинев: Молдагроинформреклама, 1990.
- Изменения осадков противоградовой защитой (с соавторами). Иерусалим: СУРИ, 1998. — 296 с.
- Temporal characteristics of night bird migration above Central Israel — a radar study. Warszawa: Museum & Institute of Zoology, 2003.
- Radar Monitoring of Bird Migration. Tel Aviv University. — 172 pp.